# Club Centro Deportivo Municipal
Il Club Centro Deportivo Municipal è una società calcistica peruviana, con sede nella città di Lima. Milita nella Liga 3, la terza divisione del campionato peruviano di calcio. Ha vinto per quattro volte il campionato peruviano nell'epoca amatoriale.

## Storia
Il club fu fondato nel 27 luglio 1935 con il nome Centro Deportivo Municipal.
Fece la sua prima apparizione nella Primera división peruviana nella stagione 1936 ed ha vinto 4 campionati nazionali, nel 1938, 1940, 1943 e 1950.
Ha disputato l'edizione 1982 della Coppa Libertadores, venendo eliminato nella fase a gironi con 6 sconfitte in 6 incontri disputati.

## Rosa 2019
| N. |                    | Ruolo | Calciatore            |
| -- | ------------------ | ----- | --------------------- |
| 1  | Cile (bandiera)    | P     | Zacarías López        |
| 2  | Perù (bandiera)    | D     | Aldair Salazar        |
| 3  | Perù (bandiera)    | D     | Yordi Vilchez         |
| 4  | Perù (bandiera)    | D     | Adrián Zela           |
| 5  | Perù (bandiera)    | C     | Armando Alfageme      |
| 6  | Perù (bandiera)    | D     | Rodrigo Cuba          |
| 7  | Perù (bandiera)    | C     | José Miguel Manzaneda |
| 8  | Perù (bandiera)    | C     | Rafael Guarderas      |
| 9  | Perù (bandiera)    | A     | Iván Bulos            |
| 10 | Uruguay (bandiera) | C     | Pablo Lavandeira      |
| 11 | Panama (bandiera)  | A     | Ricardo Buitrago      |
| 12 | Perù (bandiera)    | P     | Julio Aliaga          |
| 13 | Perù (bandiera)    | D     | Eduardo Caballero     |
| 15 | Perù (bandiera)    | A     | Ítalo Regalado        |

| N. |                 | Ruolo | Calciatore            |
| -- | --------------- | ----- | --------------------- |
| 16 | Perù (bandiera) | C     | Carlos Flores         |
| 17 | Perù (bandiera) | C     | Fabricio Cabrera      |
| 19 | Perù (bandiera) | A     | Matías Succar         |
| 20 | Perù (bandiera) | C     | Pier Larrauri         |
| 21 | Perù (bandiera) | P     | Steven Rivadeneyra    |
| 22 | Perù (bandiera) | C     | José Carlos Fernández |
| 23 | Perù (bandiera) | C     | Rodolfo Ángeles       |
| 24 | Perù (bandiera) | D     | Franco León           |
| 25 | Perù (bandiera) | D     | Álvaro Ampuero        |
| 26 | Perù (bandiera) | P     | Jorge Arteaga         |
| 27 | Perù (bandiera) | A     | Pedro Gutiérrez       |
| 28 | Perù (bandiera) | C     | Mario Palomino        |
| 31 | Perù (bandiera) | D     | Eduardo Rabanal       |
| 36 | Perù (bandiera) | D     | Álvaro Ampuero        |

## Rosa 2018
| N. |                    | Ruolo | Calciatore            |
| -- | ------------------ | ----- | --------------------- |
| 1  | Cile (bandiera)    | P     | Zacarías López        |
| 2  | Perù (bandiera)    | D     | Aldair Salazar        |
| 3  | Perù (bandiera)    | D     | Yordi Vilchez         |
| 4  | Perù (bandiera)    | D     | Adrián Zela           |
| 5  | Perù (bandiera)    | C     | Armando Alfageme      |
| 6  | Perù (bandiera)    | D     | Rodrigo Cuba          |
| 7  | Perù (bandiera)    | C     | José Miguel Manzaneda |
| 8  | Perù (bandiera)    | C     | Rafael Guarderas      |
| 10 | Uruguay (bandiera) | C     | Pablo Lavandeira      |
| 11 | Panama (bandiera)  | A     | Ricardo Buitrago      |
| 12 | Perù (bandiera)    | P     | Julio Aliaga          |
| 13 | Perù (bandiera)    | D     | Eduardo Caballero     |
| 15 | Perù (bandiera)    | A     | Ítalo Regalado        |

| N. |                 | Ruolo | Calciatore            |
| -- | --------------- | ----- | --------------------- |
| 16 | Perù (bandiera) | C     | Carlos Flores         |
| 17 | Perù (bandiera) | C     | Fabricio Cabrera      |
| 19 | Perù (bandiera) | A     | Matías Succar         |
| 20 | Perù (bandiera) | C     | Pier Larrauri         |
| 21 | Perù (bandiera) | P     | Steven Rivadeneyra    |
| 22 | Perù (bandiera) | C     | José Carlos Fernández |
| 23 | Perù (bandiera) | C     | Rodolfo Ángeles       |
| 24 | Perù (bandiera) | D     | Franco León           |
| 25 | Perù (bandiera) | D     | Álvaro Ampuero        |
| 26 | Perù (bandiera) | P     | Jorge Arteaga         |
| 27 | Perù (bandiera) | A     | Pedro Gutiérrez       |
| 28 | Perù (bandiera) | C     | Mario Palomino        |
| 31 | Perù (bandiera) | D     | Eduardo Rabanal       |

## Palmarès

### Competizioni nazionali
- Campionato peruviano: 4

1938, 1940, 1943, 1950
- Segunda División: 4

1968, 1970, 2006, 2014

### Competizioni regionali
- Lega dipartimentale di Lima: 1

2012

### Altri piazzamenti
- Campionato peruviano:

Secondo posto: 1941, 1942, 1944, 1945, 1946, 1947, 1951, 1981
Terzo posto: 1969, 1972, 1986
- Segunda División:

Secondo posto: 2004
Terzo posto: 2005